# Weeping alone
「Weeping alone」（ウィーピング アローン）は、結城アイラの5作目のシングル。2009年8月26日にLantisから発売された。

## 解説
前作「Blue sky,True sky」から4ヶ月ぶりのリリースとなる2009年2作目のシングル。表題曲は前作の後を受けてテレビアニメ『ティアーズ・トゥ・ティアラ』の後期エンディングテーマとして使用された。フィックスレコードからリリースされたコンピレーションアルバム『AQUAPLUS VOCAL COLLECTION VOL.7』にも収録されている。
ジャケットには、リアンノンが月を眺めているイラストが描かれている。

## 収録曲
1. Weeping alone [5:44] 
  - 作詞：畑亜貴、作曲・編曲：末廣健一郎
  - テレビアニメ『ティアーズ・トゥ・ティアラ』第19話〜第25話エンディングテーマ
2. I believe... [5:02] 
  - 作詞：ucio、作曲・編曲：柘植敏道
3. Weeping alone（instrumental）
4. I believe...（instrumental）